# 사운드 모듈

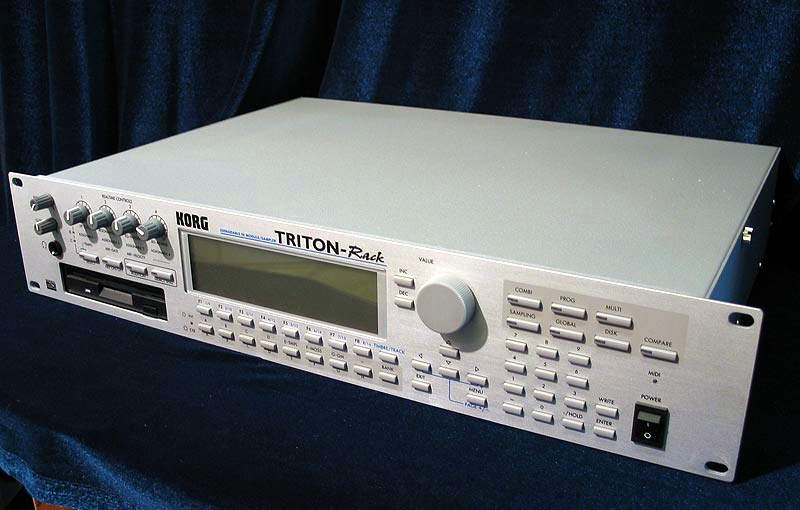
Korg Triton 랙 마운트가 가능한 사운드 모듈.

사운드 모듈(sound module)은 키보드처럼 사람이 연주하는 매개체가 없는 전자 악기이다. 음원 모듈이라고도 한다. 사운드 모듈은 외부에 연결된 장치를 사용하여 작동해야 하며, 가장 일반적인 유형은 음악 키보드인 MIDI 컨트롤러인 경우가 많다. 사운드 모듈을 제어하는 또 다른 일반적인 방법은 사운드 생성 하드웨어에 대한 제어 정보를 기록하고 재생하도록 설계된 컴퓨터 하드웨어 또는 소프트웨어인 시퀀서를 이용하는 것이다. 사운드 모듈, 컨트롤러 및 시퀀서 간의 연결은 일반적으로 이러한 목적으로 설계된 표준화된 인터페이스인 MIDI(악기 디지털 인터페이스)를 통해 이루어진다.
사운드 모듈은 랙에 장착할 수 있는 경우가 많지만, 특히 대상 사용자가 DJ 또는 음반 제작자인 경우 테이블탑 폼 팩터로 제작되기도 한다. 사운드 모듈의 높이는 종종 랙 단위로 설명된다. 소형 사운드 모듈의 높이는 대부분 1U이며, 더 큰 모델일수록 곱셈이 적용된다. 2U 또는 3U. 이름에도 불구하고 대부분의 사운드 모듈은 출력이 키보드 앰프나 PA 시스템에 연결될 때까지 가청 사운드를 생성하지 않는다.
다양한 컨트롤러 또는 악기에 사용할 수 있는 보다 일반적인 모듈(예: 피아노 및 오르간부터 신디 브라스 및 기타 악기 사운드에 이르기까지 일반적으로 사용되는 수백 개의 악기 사운드 사전 설정이 있는 랙 마운트 신디사이저)에 이르기까지 다양한 사운드 모듈이 있다. 스트링 패드)부터 관악기 컨트롤러, 전자 드럼 패드, 디지털 아코디언과 함께 사용하거나 클론휠 오르간 사운드를 생성하도록 설계된 특수 모듈까지 다양하다.
컴퓨터의 속도와 처리 능력이 향상되고 가격이 하락하면서 하드웨어 사운드 모듈은 대부분 소프트웨어 신시사이저로 대체되었다.

## 용어
사운드 모듈은 톤 발생기(tone generator), MIDI 사운드 발생기(MIDI sound generator), 랙 마운트 신시사이저(rack-mount synthesizer)라 부르기도 한다. 전자 드럼이 있는 사운드 모듈은 일상에서 브레인(brain)으로 부른다.

## 예
- 롤랜드 MKS20: 1980년대부터 1990년대 초까지 사용된 피아노 사운드 모듈. RD1000 엔진 기반.
- 야마하 TX16W(1988년): 디스켓으로 운영 체제(코드명 타이푼 2000의 서드파티 운영 체제가 잘 알려져 있음)를 기동할 수 있는 사운드 모듈.
- 롤랜드 사운드 캔버스(1991년): GS 확장이 있는 일반 MIDI 표준을 구현한 최초의 사운드 모듈.

## 같이 보기
- 신시사이저